# Zonas térmicas

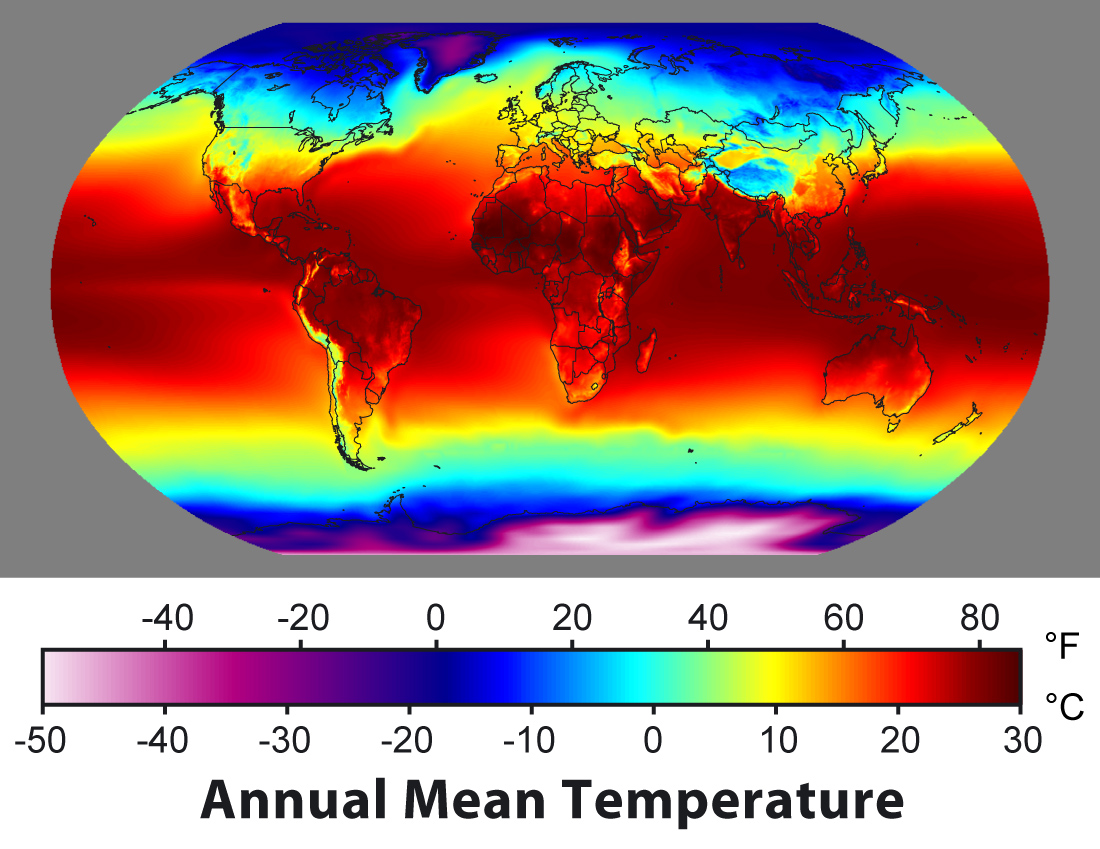
Mapa de la temperatura media anual a nivel global.

Se denomina zonas térmicas a las regiones climáticas, geográficas o biogeográficas definidas de acuerdo a su temperatura. Para su delimitación suele usarse un rango de temperatura atmosférica media anual o de biotemperatura según sea el caso, u otro tipo de referencia como la latitud y la altitud, ya que estos dos últimos son factores que tienen una influencia determinante en la temperatura.
La identificación de zonas térmicas tiene importancia en el estudio del crecimiento de los cultivos, especialmente durante el periodo estacional favorable.
Si bien hay varios sistemas de clasificación, lo más tradicional es la división en tres grandes grupos:
- Zonas cálidas: También llamadas regiones tórridas o tropicales. Generalmente es una referencia a la zona intertropical o al clima cálido.
- Zonas templadas: Pudiendo referirse a las zonas templadas de la tierra (zonas geoastronómicas) o a las de clima templado.
- Zonas frías: Como referencia a las regiones polares y boreales o al clima frío y polar.

Esta visión básica o simple en tres zonas está muy extendida, se usa desde tiempos antiguos y ha tenido variantes a lo largo de la historia según diferentes autores que han utilizado luego mayor número de zonas. También se utiliza otras denominaciones para referirse a las zonas de la Tierra, por ejemplo zona climática, pero esto implica que suelen intervenir otros parámetros como la precipitación; zona latitudinal si se mide sobre la base de la latitud y piso térmico sobre la base de la altitud.

## Antecedentes históricos

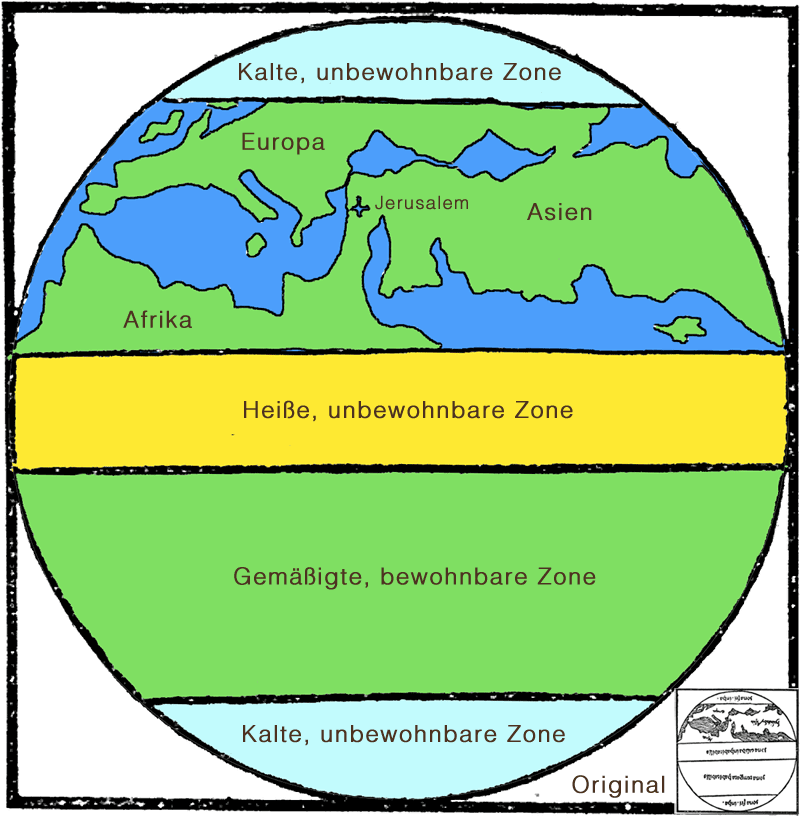
Modelo de las zonas de la Tierra de Juan de Sacrobosco de 1230 e impreso en Alemania en 1500.

### Grecia antigua
Las clasificación climática más antigua es del pensador griego Parménides de Elea, posteriormente modificada por Aristóteles. Ambos sostuvieron que la Tierra podía dividirse en tres zonas de acuerdo con la latitud: 
- Zona tórrida
- Zona templada
- Zona frígida

Estos pensadores sostuvieron que la zona tórrida era demasiado caliente para ser habitada y la zona frígida igualmente demasiado fría; por lo tanto la zona templada era la única zona habitable. Todo esto en una época en que se desconocía la existencia del hemisferio sur.

### Edad Media
Probablemente, la versión más avanzada en esta época es la del pensador inglés Juan de Sacrobosco, quien en su De sphaera mundi de 1220 sostenía que la Tierra es esférica y la dividía en tres geozonas: Zona cálida, zona templada y zona fría.

### Edades moderna y contemporánea

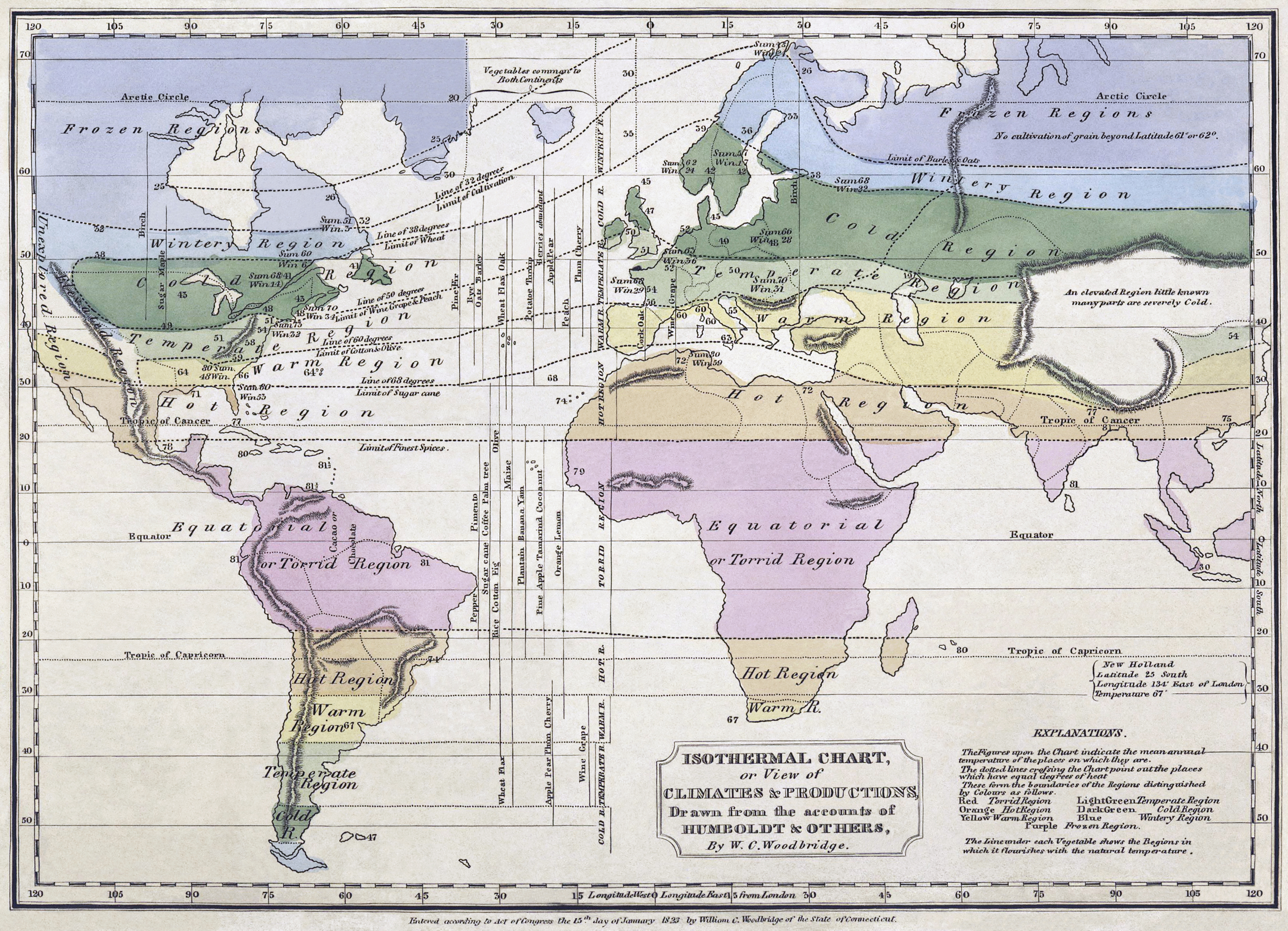
Mapa de las regiones isotérmicas de 1823 de William Woodbridge basado en los datos de Alexander von Humboldt.

Comenzando el siglo XIX se elaboraron mapas térmicos, en donde la temperatura y la latitud son la principal referencia para la clasificación climática. Alexander von Humboldt definió siete regiones isotérmicas, como figura en la imagen adjunta:
- Región tórrida ecuatorial
- Región caliente
- Región cálida
- Región templada
- Región fría
- Región invernal
- Región gélida

## Zonas latitudinales

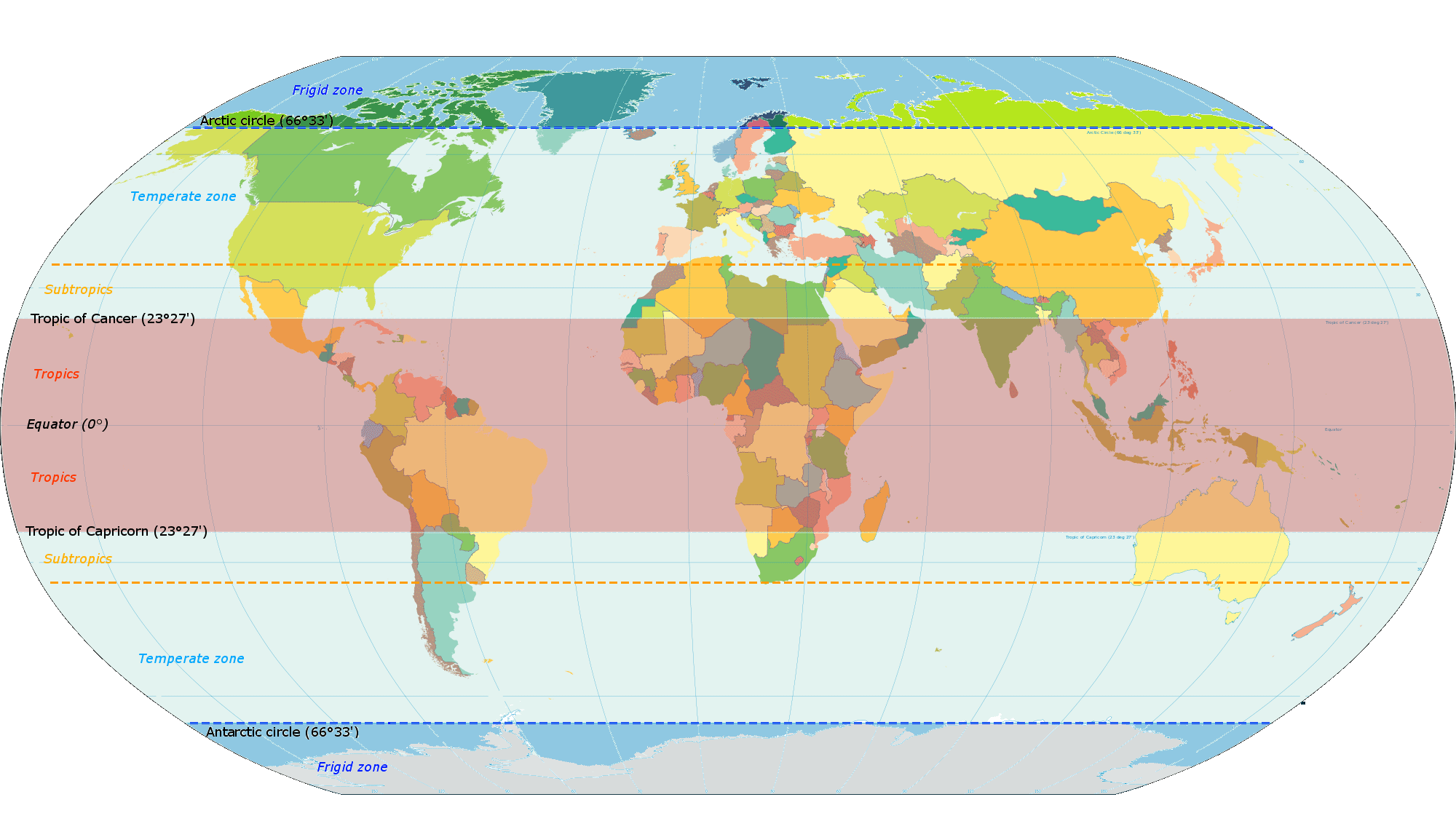
Zonas latitudinales: Dos zonas polares, dos templadas y la zona intertropical.

De acuerdo a la latitud, la Tierra presenta tres grandes zonas delimitadas por los paralelos notables. En este sentido se considera:
- Zona intertropical: También llamada zona cálida, tórrida o tropical, es la que se encuentra entre el Trópico de Cáncer y el Trópico de Capricornio (aproximadamente entre las latitudes 23°N y 23°S).
- Zona templada: Existen dos zonas templadas: Zona templada del Hemisferio Norte, al norte del Trópico de Cáncer y Zona templada del Hemisferio Sur, al sur del Trópico de Capricornio. Se encuentran entre los trópicos y los círculos polares.
- Zona polar: O zona fría, son las áreas delimitadas por el círculo polar ártico en el Hemisferio Norte y el antártico, en el Hemisferio Sur, en ambos casos entre los 66° y 90° de latitud Norte o Sur, según el Hemisferio del que se trate.

A veces se incluye una zona subtropical situada entre los trópicos y el paralelo 38.

## Zonas climáticas
El clima está determinado por parámetros meteorológicos como temperatura, precipitación, humedad, presión y viento. Cuando se toma en cuenta sólo la temperatura se obtienen zonas definidas según los sistemas de clasificación. En el sistema de Köppen por ejemplo, se puede distinguir las siguientes zonas climáticas dependientes de su temperatura estacional:
- Zona tropical o megatermal: De clima tropical, donde todos los meses tienen una temperatura media superior a los 18 °C. Alrededor de la línea del ecuador, en la zona intertropical.
- Zona subtropical: De clima subtropical, en donde la temperatura media del mes más cálido supera los 22 °C y la del mes más frío está entre 0 y 18 °C. Alrededor de los trópicos.
- Zona templada o mesotermal: De clima templado, situado entre el clima subtropical y el subpolar. De latitudes medias.
- Zona subpolar o microtermal: De clima subpolar, boreal o subártico, en donde los meses con temperatura media superior a 10 °C no son más de cuatro al año. De alta latitud.
- Zona de tundra: Con clima de tundra o clima alpino, cuya temperatura media del mes más cálido está entre 0 y 10 °C. Muy cerca de los círculos polares.
- Zona gélida: De clima glacial, donde la temperatura media del mes más cálido es inferior a 0 °C. Zonas polares permanentemente congeladas.

|  |  |  |

## Zonas altitudinales

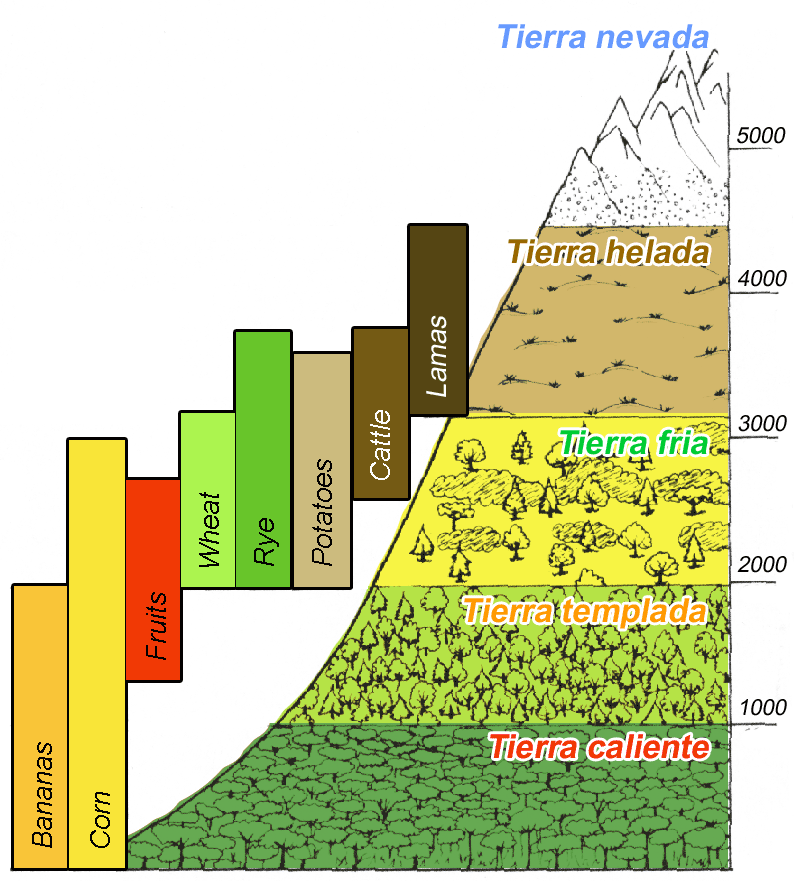
Pisos térmicos de los Andes.

También fue Humboldt quien inició el estudio de las isotermas y su relación con el relieve y la vegetación correspondientes. En su viaje al continente americano hizo una escala en la isla de Tenerife y estudió las diferencias de temperatura a medida que aumentaba la altitud. Incluso llegó a la conclusión de que la disminución de la temperatura con la altitud presenta una diferencia importante según se produzca en una ladera o vertiente de solana y una de umbría. Así se llegó al concepto de pisos térmicos, concepto que ha venido siendo estudiado y mejorado durante los siglos XIX y XX, hasta hablar de una clasificación climática de acuerdo con dicho concepto.
Actualmente hay muchas propuestas para clasificar en zonas o pisos altitudinales. Los siguientes son dos ejemplos, mostrando la clasificación de zonas altitudinales de Humboldt como pionera de la América tropical y la de pisos térmicos de Goldbrunner que depende de la temperatura media anual:
| Humboldt 1817               | Goldbrunner 1977                     |
| --------------------------- | ------------------------------------ |
| tierra caliente: 0-800 m    | tropical: > 24 °C / 0-600 m s. n. m. |
| tierra templada: 800-2000 m | subtropical: 18 a 24 °C / 600-1500 m |
| tierra templada: 800-2000 m | templado: 15 a 18 °C / 1500-2000 m   |
| tierra fría: 2000-3000 m    | frío: 10 a 15 °C / 2000-3000 m       |
| tierra helada: desde 3000 m | páramo: 0 a 10 °C / 3000-4700 m      |
| tierra helada: desde 3000 m | gélido: < 0 °C / desde 4700 m        |

## Zonas de vida
Las zonas de vida relacionan los biomas o ecosistemas naturales con parámetros climáticos como temperatura y precipitación. Ya que latitud y altitud son factores determinantes que influyen en la temperatura, se pueden definir regiones latitudinales equiparables a pisos altitudinales sobre la base de rangos de la biotemperatura media anual.

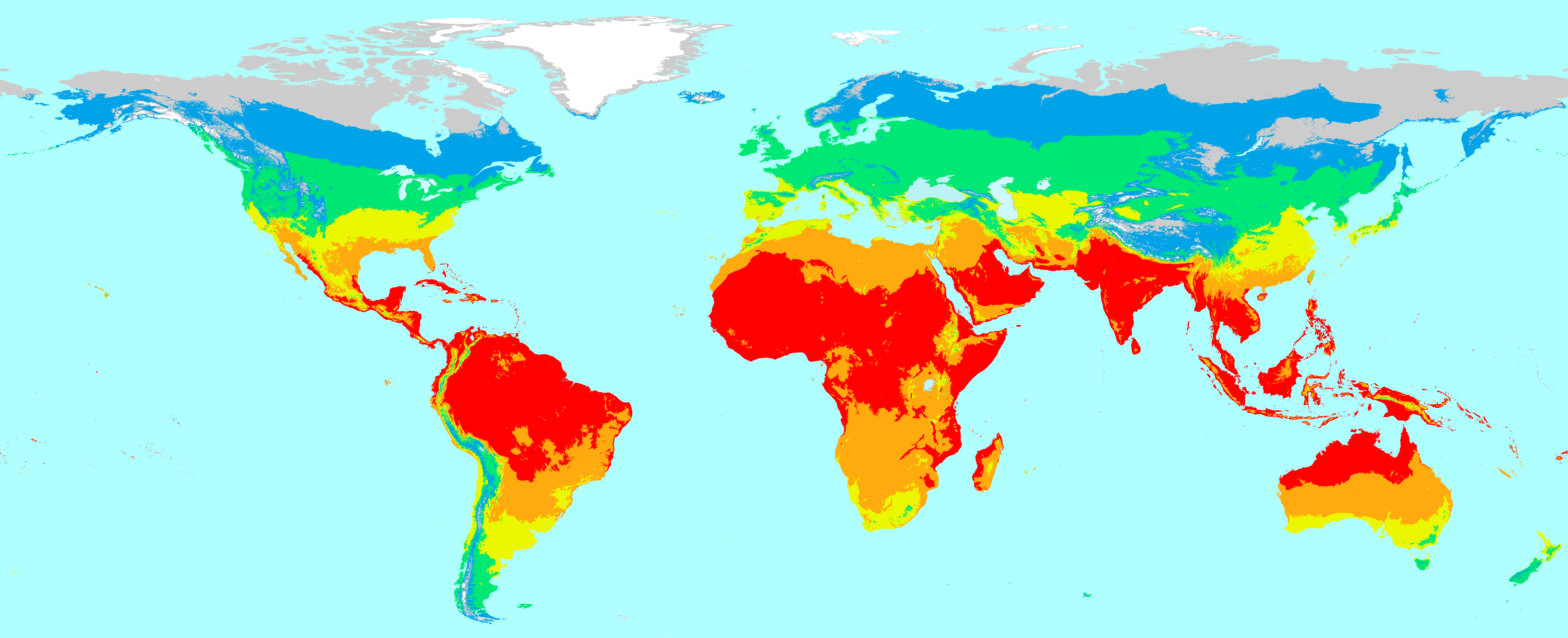
Mapa de las zonas térmicas basado en el Sistema de Holdridge (hacer clic en la imagen para observar detalles regionales)

| Regiones latitudinales | Biotemperatura | Pisos altitudinales |
| ---------------------- | -------------- | ------------------- |
| Polar (glacial)        | 0 a 1,5 °C     | Nival               |
| Subpolar (tundra)      | 1,5 a 3 °C     | Alpino              |
| Boreal                 | 3 a 6 °C       | Subalpino           |
| Templada fría          | 6 a 12 °C      | Montano             |
| Templada cálida        | 12 a 18 °C     | Montano bajo        |
| Subtropical            | 18 a 24 °C     | Premontano          |
| Tropical               | mayor de 24 °C | Basal               |

## Suelos
Las temperatura de los suelos puede definir zonas térmicas, para esto se mide la temperatura a 50 cm bajo la superficie. Una clasificación de suelos de este tipo es la taxonomía de suelos del USDA, que señala los siguientes regímenes o clases:
- Megatérmico: El suelo más caliente, entre 28 y 32 °C de temperatura media anual.
- Hipertérmico: Común en la zona intertropical y temperatura entre 22 y 28 °C.
- Térmico: Entre 15 y 22 °C, a la altura de ambos trópicos.
- Mésico: Entre 8 y 15 °C, propio de climas templados.
- Frígido: Con temperaturas menores a los 8 °C, no llegando a la congelación. Se presenta al sur de los bosques boreales.
- Críico: Con temperaturas menores a los 8 °C, llegando a congelarse una menor parte del año.
- Gélido: Suelo con una congelación intermedia y temperatura de -4 a +1 °C.
- Pergélido: Suelo congelado la mayor parte del año (interfrost) que se presenta al norte de los bosques boreales y una temperatura media de -10 a -4 °C.
- Hipergélido: Suelo congelado permanentemente o permafrost, típico de la tundra y con temperatura media menor a los -10 °C.
- Hielo: Capa de hielo o indlandsis